# Johann Adam Hiller
Pour les articles homonymes, voir Hiller.
Johann Adam Hiller (né à Wendisch-Ossig, dans l'électorat de Saxe, le 25 décembre 1728 - mort à Leipzig le 16 juin 1804) est un compositeur, chef d'orchestre et écrivain allemand. Il est considéré comme le créateur du Singspiel, une première forme de l'opéra allemand. Dans nombre de ces opéras il collabore avec le poète Christian Felix Weisse. De plus, Hiller est un professeur qui encourage l'éducation musicale pour les femmes. Parmi ses élèves se trouvent Elisabeth Mara et Corona Schröter.

## Biographie
Hiller apprend les bases de la musique d'un maître d'école dans sa ville natale. De 1740 à 1745 il est élève au gymnasium de Görlitz, et en 1746 il va étudier à la Kreuzschule de Dresde. Là il prend des leçons de clavier et de basse continue avec Gottfried August Homilius. En 1751 il s'installe à Leipzig où il s'inscrit à l'université pour étudier le Droit. Hiller s'immerge lui-même dans la riche vie musicale de la ville. Durant cette époque il compose plusieurs symphonies, des cantates d'église, et des arias, ainsi qu'un fragmentaire Singspiel intitulé Das Orackle (L'Oracle). Hiller publie aussi un essai, Dissertation sur l'imitation de la Nature dans la Musique (Abhandlung über die Nachahmung der Natur in der Musik) en 1754, l'année où il entre au service du comte Brühl à Dresde. Il demeure à son service jusqu'en 1760 lorsque des problèmes de santé (dépression) le forcent à démissionner.
Revenant à Leipzig, Hiller devient le directeur du Grosse Concert, un poste qu'il tient jusqu'en 1771. Quatre ans plus tard, Hiller fonde sa propre société de concert, la Société pour la pratique de la musique (Musikübende Gesellschaft). À Leipzig il fonde aussi une école dans laquelle il forme de jeunes musiciens au chant et à l'interprétation instrumentale. Deux de ses plus fameuses étudiantes seront Corona Schröter et Gertrud Elisabeth Mara née Schmeling, toutes deux vocalistes renommées. En 1778 Hiller est nommé directeur musical à la Paulinerkirche (l'église des Pauliniens), l'église qui appartient à l'université de Leipzig. Durant cette époque il organise aussi des concerts spirituels.
Dans les années 1780 il obtient de nouvelles fonctions avec un empressement accru. En 1781 il devient chef d'orchestre des Gewandhaus concerts. Durant la même année il se rend à la cour du duc de Courlande à Mitau, un séjour qui aboutit à l'engagement de Hiller comme maître de chapelle (Kapellmeister) en ce lieu quatre ans plus tard. En plus de ses fonctions au Gewandhaus et à la Paulinerkirche, en 1783 il devient aussi directeur musical de la Neukirche (Nouvelle Église) qui lui confère toute autorité sur la musique à Leipzig. Cependant en prenant ses nouvelles fonctions à Mitau en 1785 il démissionne de tous ses postes à Leipzig. En raison de l'instable situation politique à la cour de Courlande il démissionne de sa fonction après seulement une année. Puisqu'il n'a plus aucune fonction à Leipzig il doit organiser des concerts pour gagner sa vie, mais heureusement il obtient le poste de directeur musical de la ville de Breslau en 1787. Il passe deux ans à Breslau et revint à Leipzig en 1789 pour devenir Thomaskantor à l'église Saint-Thomas de Leipzig, une fonction occupée auparavant par Jean-Sébastien Bach. Hiller la conserve jusqu'en 1800 quand il démissionne en raison de son âge.
Il est enterré à l'ancien cimetière Saint-Jean de Leipzig.

## Opéras
- Die Verwandelten Weiber (Les Transformations des femmes), opéra comique (Leipzig, 1766)
- Der Lustige Schuster (Le Drôle Schuster), opéra comique (Leipzig, 1766)
- Lisuart und Dariolette, opéra romantico-comique (Leipzig, 1766)
- Lottchen am Hofe, opéra comique (Leipzig, 1767)
- Die Liebe auf dem Lande (L'Amour à la campagne), opéra comique (Leipzig, 1768)
- Die Jagd (La Chasse), opéra comique (Weimar, 1770)
- Der Dorfbalbier (Le Bal de la bière du village), opérette comique (Leipzig, 1771)
- Die Muse (La Muse), Nachspiel (Leipzig, 1771)
- Der Aerndtekranz, opéra comique (Leipzig, 1772)
- Der Krieg (De la Guerre), opéra comique (Berlin, 1772)
- Der Jubelhochzeit (Le Jubilé de mariage), opéra comique (Berlin, 1773)
- Die Kleine Ährenleserinn, opérette pour enfants (Leipzig, 1778)
- Das Grab des Mufti (La Tombe du mufti), opéra comique (Leipzig, 1779)
- Poltis, Opérette (Leipzig, 1782)

## Œuvre littéraire
La majeure contribution de Hiller dans ce domaine inclut les Wöchentliche Nachrichten (Les Nouvelles hebdomadaires), un journal musical dans lequel il publie des comptes-rendus de représentations, de nouvelles publications musicales, et des essais sur des sujets divers liés à la musique. Par ses articles dans ce journal il paraît clair que Hiller était ouvert aux nouvelles tendances dans la musique, et qu'il préférait Johann Adolph Hasse à J. S. Bach ou à Christoph Willibald Gluck.
Les écrits esthétiques de Hiller incluent l'Abhandlung über die Nachahmung der Natur in der Musik (1754) et Über die Musik und deren Wirkungen (De la musique et de ses effets) (1781), qui est une traduction des Observations sur la musique de Chabanon.
Comme historien, Hiller publie une série d'anecdotes et de biographies, les Anecdoten zur Lebensgeschichte grosser Regenten und berühmter Staatsmänner (Anecdotes sur la vie des grands régents et des fameux chefs d'État) et les Lebensbeschreibungen berühmter Musikgelehrten und Tonkünstler neuerer Zeit (Vies détaillées de fameux musiciens et d'érudits musicaux récents).
La majorité de ses écrits concerne la pédagogie. Dans ces publications Hiller se présente lui-même comme un professeur hautement compétent qui considérait la connaissance de la musique comme une part essentielle de l'éducation de chacun.

### Liste d'écrits
- "Abhandlung über die Nachahmung der Natur in der Musik" in Friedrich Wilhelm Marpurg, Historisch-kritische Beyträge zur Aufnahme der Musik vol. 1 (Berlin, 1754)
- Anecdoten zur Lebensgeschichte grosser Regenten und berühmter Staatsmänner (Leipzig, 1766–72)
- Comme éditeur : Wöchentliche Nachrichten und Anmerkungen die Musik betreffend (Hebdomadaire des nouvelles et des commentaires concernant la musique) (Leipzig, 1766–70)
- Anweisung zur Singekunst in der deutschen und italienischen Sprache (De l'instruction de l'art du chant dans les langues allemande et italienne) (Francfort et Leipzig, 1773)
- Musikalisches Handbuch für die Liebhaber des Gesanges und Claviers (Manuel musical pour les amateurs de chant et de claviers) (Leipzig, 1773)
- Anweisung zum musikalisch-richtigen Gesange (Leipzig, 1774, enlarged 1798)
- Exempel-Buch der Anweisung zum Singen (Leipzig, 1774)
- Anweisung zum musikalisch-zierlichen Gesange (Instruction sur le chant musical et gracieux) (Leipzig, 1780)
- Lebensbeschreibungen berühmter Musikgelehrten und Tonkünstler neuerer Zeit (Leipzig, 1784). Dont son autobiographie.
- Über Metastasio und seine Werke (Metastasio et ses œuvres) (Leipzig,1786)
- Nachricht von der Aufführung des Händelschen Messias, in der Domkirche zu Berlin den 19. May 1786 (Signification de la représentation du Messie de Haendel en la cathédrale de Berlin le 19 mai 1786) (Berlin, 1786)
- Fragmente aus Händels Messias, nebst Betrachtungen über die Aufführung Händelscher Singcompositionen (Leipzig, 1787)
- Über Alt und Neu in der Musik (De l'ancien et du nouveau dans la musique) (Leipzig,1787)
- Was ist wahre Kirchenmusik ? (Qu'est-ce que la véritable musique sacrée ?) (Leipzig, 1789)
- Coauteur avec J. A. Hasse : Beyträge zu wahrer Kirchenmusik (Leipzig, février 1791)
- Kurze und erleichterte Anweisung zum Singen (Brève et facile instruction du chant) (Leipzig, 1792)
- Anweisung zum Violinspielen für Schulen und zum Selbstunterrichte (Leipzig, 1792)
- Erinnerungen gegen das Melodien-Register in Freyes kleiner Lieder-Konkordanz (Leipzig, 1798)